# Монтебени (Фиренца)
Монтебени је насеље у Италији у округу Фиренца, региону Тоскана.
Према процени из 2011. у насељу је живело 254 становника. Насеље се налази на надморској висини од 315 м.